# Lycopodium juniperistachyum
Lycopodium juniperistachyum là một loài thực vật có mạch trong Họ Thạch tùng. Loài này được Hayata mô tả khoa học đầu tiên năm 1914.